# Greta Sandberg (textilkonstnär, knyppling)
Ej att förväxla med Greta Sandberg (textilkonstnär, broderi)
Greta Laurentia Sandberg, född Sjunnesson 19 mars 1886 i Vadstena, död 28 juli 1976 i Solna, var en svensk teckningslärare och textilkonstnär.
Greta Sandberg lärde sig knyppla vid låg ålder i Vadstena där hon växte upp. Hon studerade vid Tekniska skolan i Stockholm 1902–1907 där hon utexaminerades som teckningslärare från skolans Högre konstindustriella avdelning och var därefter anställd som teckningslärare till 1916. Som textilkonstnär specialiserade hon sig på spetsknyppling och gjorde ett sort arbete för att rädda de gamla traditionella äldre knypplingsteknikerna. Vid en tävling arrangerad av Östergötlands läns hemslöjdsförening 1937 segrade hennes förslag om nya mönster och hon fick förtroendet att utföra flera altarspetsar till olika kyrkor. Tillsammans med Märta Afzelius svarade hon för de flesta nykompositionerna under 1930- och 1940-talen. Hon fick även en stor betydelse för uppkomsten av Ångermanlandsspetsarna under sin tid som teckningslärare i Ångermanland. Hon medverkade med knypplade spetsar vid en konsthantverksutställning på Nordiska museet 1912, Jubileumsutställningen i Göteborg 1923, de svenska konsthantverksutställningarna i New York, Chicago och Minneapolis 1927, Nyttokonst på Nationalmuseum 1937, Världsutställningen i Paris 1937, Östgöta konstförenings utställning i Vadstena 1950, en internationell spetsutställning i Bryssel 1955 samt ren konsthantverksutställning på Sveagalleriet i Stockholm 1962. Tillsammans med Fredrik Henkelmann och Holger Persson ställde hon ut i Kalmar 1960 och tillsammans med sina döttrar i Linköping 1966. Hennes konst består av bildkompositioner i knyppling som i flera fall är inspirerande översättningar av äldre mästares verk, samt från dalmålningarnas naiva stil och bildkompositioner i en kombination av applikation och broderi. Sandberg är representerad vid Nationalmuseum i Stockholm och Röhsska museet i Göteborg.
Hon var dotter till köpmannen Lars Johan Sjunnesson och Laura Friman. Hon var från 1916 gift med Gustaf Sandberg och blev mor till Kerstin Bränngård och Birgitta Sandberg samt mormor Agneta Bränngård Lind.